# Distretto di Chamba
Il distretto di Chamba è un distretto dell'Himachal Pradesh, in India, di 460 499 abitanti. Il suo capoluogo è Chamba.